# Scottish Arts Council
Scottish Arts Council (língua gaélica escocesa: Comhairle Ealain na h-Alba) é um organismo público escocês que distribui financiamento do governo escocês e é a principal organização nacional de financiamento, desenvolvimento e promoção das artes na Escócia. A maioria da verba do conselho vem do governo escocês, mas ele também distribui fundos da Loteria Nacional escocesa recebidos por meio do Departamento de Cultura, Mídia e Desporto.